# Emma Turner
Emma Turner   (Langton Green, 9 de juny de 1867 - Cambridge, 13 d'agost de 1940) Emma Louisa Turner fou una ornitòloga i fotògrafa d'ocells anglesa. Va ser la pionera entre les dones fotògrafes d'ocells i va rebre la Medalla d'Or de la Royal Photographic Society.

## Biografia
Quan era petita va ser descrita "...baixeta però molt activa, igualment de capaç amb un bat o remant a una barca". Va començar amb la fotografia després de conèixer Richard Kearton el 1900.
Va viure i treballar durant 20 anys a Hickling Broad, a Norfolk, principalment en una casa flotant dissenyada per ella mateixa, que va anomenar Water Rail després de la seva primera fotografia d'un riu feta a The Broads. També va tenir una cabana en una illa petita al sud-est de Hickling Broad, la qual va ser anomenada com l'illa de Turner. Va esdevenir la primera "observadora" a l'illa Scolt Head (National Trust's Scolt Head).
Una fotografia seva d'un bitó va ser premiada amb la Medalla d'Or de la Royal Photographic Society. Va ser una de les primeres deu dones membres de la Societat Linneana de Londres i la primera dona membre honorífica de la Unió dels Ornitòlegs britànics. També va ser presidenta de la Norfolk & Norwich Naturalists' Society, vicepresidenta de la Royal Society for the Protection of Birds i, encara que no es va llicenciar, també fou membre honorària de la Federació Britànica de Dones Universitàries.
El seu llibre Broadland Birds va ser publicat el 1924 i va formar la base d'un programa radiofònic sobre la seva vida, "Emma Turner: una vida entre canyes", emès per la BBC al 2012, produït per Sarah Blunt i amb enregistraments de so de Chris Watson.
Va ser també una gran jardinera a les seves cases a Girton, Cambridgeshire i Cambridge, i tenia gossos Terrier, que va entrenar per a trobar els ocells i així poder-los enregistrar. Va perdre la vista dos anys abans de la seva mort, que es va produir el 13 d'agost de 1940.